# Arbeitsgemeinschaft Evangelischer Erzieher in Deutschland

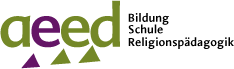
Logo der Arbeitsgemeinschaft Evangelischer Erzieher in Deutschland

Die Arbeitsgemeinschaft Evangelischer Erzieher in Deutschland (aeed) ist ein deutscher  Dachverband evangelischer Lehrer- und Erziehervereine. Der Zusammenschluss von (2020) 19 evangelischen Lehrer- und Religionslehrerverbänden aus dem Bundesgebiet vereint Lehrkräfte in unterschiedlichen Bildungseinrichtungen und Schulformen.
Die Geschäftsstelle ist im Comenius-Institut in Münster/W. Vorsitzender ist Martin Pfeifenberger (Fürth). Die Arbeitsgemeinschaft gibt es seit 1952.

## Positionspapier
- Religionen in der Schule begegnen – Chancen der Verständigung wahrnehmen (2016) online

## Website
- Homepage

## Einzelbelege
1. ↑  Arbeitsgemeinschaft Evangelischer Erzieher in Deutschland - aeed. Abgerufen am 25. April 2020.
2. ↑  aeed (Hrsg.): Bildung – Schule – Religionspädagogik. 1952 – 50 Jahre Arbeitsgemeinschaft Evangelischer Erzieher in Deutschland. Festschrift. Duisburg 2002.